# Aturus montanus
Aturus montanus är en kvalsterart som beskrevs av Herbert Habeeb 1957. Aturus montanus ingår i släktet Aturus och familjen Aturidae. Inga underarter finns listade.